# Parlamentswahl in Slowenien 2022
- L: 5
- SD: 7
- GS: 41
- Minderheiten: 2
- NSi: 8
- SDS: 27

Die Wahl zur Nationalversammlung in Slowenien 2022 fand am 24. April 2022 statt. Gewählt wurden die 90 Abgeordneten des Parlamentes.
Die regierende Slovenska demokratska stranka (SDS, Slowenische Demokratische Partei), geführt von Ministerpräsident Janez Janša, wurde von Robert Golob und seiner Gibanje Svoboda (GS, Freiheitsbewegung) besiegt. Den dritten Platz erreichte Nova Slovenija (NSi, Neues Slowenien), gefolgt von den Socialni demokrati (SD, Sozialdemokraten) und Levica (L, Linke), die beide Verluste erlitten. Die Lista Marjana Šarca (LMŠ, Liste Marjan Šarec) und die Stranka Alenke Bratušek (SAB, Partei von Alenka Bratušek) fielen beide unter die Vier-Prozent-Hürde und gewannen keine Sitze, ebenso schieden die Slovenska nacionalna stranka (SNS, Slowenische Nationale Partei) sowie die Demokratična stranka upokojencev Slovenije (DeSUS, Demokratische Pensionistenpartei Sloweniens) aus der Nationalversammlung aus. Die Wahlbeteiligung erreichte 70 %, eine deutliche Erhöhung gegenüber den beiden vorhergehenden Wahlen (2018: 53 %, 2014: 52 %).
International wurde die Wahl als Niederlage für Janša und den Rechtspopulismus bezeichnet, da Janša als Unterstützer des ehemaligen US-Präsidenten Donald Trump und Verbündeter des ungarischen Ministerpräsidenten Viktor Orbán gilt.

## Vorgeschichte
Nach der Parlamentswahl 2018 bildeten nach längeren Verhandlungen fünf liberale und Mitte-links-Parteien eine Minderheitsregierung unter Marjan Šarec mit Unterstützung von Levica. Am 27. Januar 2020 verkündete Šarec seinen Rücktritt als Ministerpräsident, nachdem Levica ihre Duldung der Minderheitsregierung beendet hatte und es zunehmend schwierig geworden war, Mehrheiten für Gesetzesbeschlüsse zu finden.
Aus Furcht vor Neuwahlen schlossen sich Stranka modernega centra und DeSUS mit der konservativen Opposition bestehend aus SDS und Neues Slowenien zusammen, um eine neue Regierung  mit Janez Janša (SDS) als Premierminister zu bilden, was von beiden vor der Wahl noch kategorisch ausgeschlossen worden war. Diese Koalition schloss später ein Abkommen mit der nationalistischen SNS. Nachdem Karl Erjavec zum neuen Parteivorsitzenden von DeSUS gewählt worden war, verließ diese die Koalition, die Fraktion unterstützte jedoch weiterhin die Regierung.
Es gab einige Veränderungen im Parteiensystem. So verschmolz SMC mit der kleinen Gospodarsko aktivna stranka (GAS) zu Konkretno und schloss sich mit der Slovenska ljudska stranka, Zeleni Slovenije und kleineren Parteien und Bewegungen zu Povežimo Slovenijo zusammen. Auch die Partei von Ex-Ministerin Aleksandra Pivec Naša dežela wurde in Umfragen gelistet. Im Mai 2021 wurde die Partei Stranka zelenih dejanj („Grüne Aktionspartei“) gegründet, die sich später in Gibanje Svoboda („Freiheitsbewegung“) umbenannte. Ab etwa der Jahreswende 2021/22 erlebte die Partei einen steilen Aufstieg in den Meinungsumfragen und erreichte kurz vor der Wahl ähnliche Zustimmungswerte wie die bis dahin führende SDS.

## Wahlsystem

Die 8 Wahlkreise Sloweniens:
1 Kranj (Krainburg)
2 Postojna
3 Ljubljana, Center (Laibach-Zentrum)
4 Ljubljana, Bežigrad (L.-Bežigrad)
5 Celje (Zilli)
6 Novo mesto
7 Maribor (Marburg a. d. Drau)
8 Ptuj

Die Nationalversammlung wird in Slowenien nach dem Verhältniswahlverfahren gewählt. Zu vergeben sind insgesamt 90 Sitze, von denen je einer für die ungarische und italienische Minderheit reserviert ist. Das Land ist in 8 Wahlkreise unterteilt, die wiederum in 11 Wahldistrikte zerfallen. Die Mandate werden in jedem der 8 Wahlkreise nach dem Droop-Quotensystem verteilt. Auf nationaler Ebene erfolgt eine Angleichung nach dem D’Hondt-Verfahren. Es gibt eine Sperrklausel von vier Prozent, die sowohl auf Ebene der Wahlkreise als auch national gilt. Die Legislaturperiode beträgt vier Jahre.

## Umfragen

Verlauf der Umfragen seit der letzten Wahl

## Parteien und Kandidaten
| Logo | Logo                              | Partei | Ausrichtung                                                                              | Parteivorsitzender                | Sitze 2018 | Sitze vor der Wahl (Stand Februar 2022) |
| ---- | --------------------------------- | --- | ---------------------------------------------------------------------------------------- | --------------------------------- | ---------- | --------------------------------------- |
|      |                                   | Slovenska demokratska stranka (SDS) Slowenische Demokratische Partei                                                                                           | Nationalkonservatismus                                                                   | Janez Janša                       | 25/90      | 26/90                                   |
|      |                                   | Lista Marjana Šarca (LMŠ) Liste Marjan Šarec | Liberalismus                                                                             | Marjan Šarec                      | 13/90      | 14/90                                   |
|      |                                   | Socialni demokrati (SD) Sozialdemokraten | Sozialdemokratie                                                                         | Tanja Fajon                       | 10/90      | 13/90                                   |
|      |                                   | Povežimo Slovenijo (PoS) Konkretno (K) Slovenska ljudska stranka (SLS) Zeleni Slovenije (ZS) Nova ljudska stranka Slovenije (NLS) Nova socialdemokracija (NSD) | Zentrismus Liberalismus Agrarismus Grüne Politik Konservatismus Christlicher Sozialismus |                                   | 10/90      | 4/90                                    |
|      |                                   | Levica (L) Linke | Ökosozialismus                                                                           | Luka Mesec                        | 9/90       | 7/90                                    |
|      |                                   | Nova Slovenija (NSi) Neues Slowenien | Konservatismus                                                                           | Matej Tonin                       | 7/90       | 7/90                                    |
|      |                                   | Stranka Alenke Bratušek (SAB) Partei von Alenka Bratušek | Linksliberalismus                                                                        | Alenka Bratušek                   | 5/90       | 6/90                                    |
|      |                                   | Demokratična stranka upokojencev Slovenije Demokratische Pensionistenpartei Sloweniens                                                                         | Interessen der Rentner                                                                   | Ljubo Jasnič                      | 5/90       | 5/90                                    |
|      |                                   | Slovenska nacionalna stranka (SNS) Slowenische Nationale Partei                                                                                                | Ultranationalismus                                                                       | Zmago Jelinčič                    | 4/90       | 3/90                                    |
|      |                                   | Gibanje Svoboda (GS) Freiheitsbewegung | Grün-Liberalismus                                                                        | Robert Golob                      | neu        | 2/90                                    |
|      |                                   | Naša dežela (ND) Unser Land | Grüner Liberalismus                                                                      | Aleksandra Pivec                  | neu        | 1/90                                    |
|      | Vertreter nationaler Minderheiten | Vertreter nationaler Minderheiten | Vertreter nationaler Minderheiten                                                        | Vertreter nationaler Minderheiten | 2/90       | 2/90                                    |

## Ergebnisse

Gewählte Abgeordnete nach Wahlkreisen

Stimmenstärkste Partei nach Bezirken

| Partei                           | Partei | Stimmen   | Stimmen | Stimmen  | Sitze  | Sitze  | Sitze |
| Partei                           | Partei | Anzahl    | %       | +/−      | Anzahl | %      | +/−   |
| -------------------------------- | --- | --------- | ------- | -------- | ------ | ------ | ----- |
|                                  | Gibanje Svoboda (GS) | 410.769   | 34,45   | Neu      | 41     | 45,56  | Neu   |
|                                  | Slovenska demokratska stranka (SDS) | 279.897   | 23,48   | −1,44    | 27     | 30,00  | +2    |
|                                  | Nova Slovenija (NSi) | 81.794    | 6,86    | −0,30    | 8      | 8,89   | +1    |
|                                  | Socialni demokrati (SD) | 79.709    | 6,69    | −3,24    | 7      | 7,78   | −3    |
|                                  | Levica (L) | 53.234    | 4,44    | −4,87    | 5      | 5,56   | −4    |
|                                  | Lista Marjana Šarca (LMŠ) | 44.401    | 3,72    | −8,88    | 0      | 0,00   | −13   |
|                                  | Povežimo Slovenijo (PoS) Konkretno (K) Slovenska ljudska stranka (SLS) Zeleni Slovenije (ZS) Nova ljudska stranka Slovenije (NLS) Nova socialdemokracija (NSD) | 40.612    | 3,41    | −10,64 1 | 0      | 0,00   | −10 1 |
|                                  | Resni.ca | 34.107    | 2,86    | Neu      | 0      | 0,00   | Neu   |
|                                  | Stranka Alenke Bratušek (SAB) | 31.117    | 2,61    | −2,50    | 0      | 0,00   | −5    |
|                                  | Nestrankarska ljudska lista gibanja Zdrava družba (NLLGZD) | 21.021    | 1,76    | Neu      | 0      | 0,00   | Neu   |
|                                  | Naša prihodnost in dobra država (SNP in DD) | 20.279    | 1,70    | +0,18    | 0      | 0,00   | –     |
|                                  | Piratska stranka Slovenije (PSS) | 19.480    | 1,63    | −0,52    | 0      | 0,00   | –     |
|                                  | Naša dežela (ND) | 17.846    | 1,50    | Neu      | 0      | 0,00   | Neu   |
|                                  | Slovenska nacionalna stranka (SNS) | 17.736    | 1,49    | −2,68    | 0      | 0,00   | −4    |
|                                  | VESNA – zelena stranka (VESNA) | 16.089    | 1,35    | Neu      | 0      | 0,00   | Neu   |
|                                  | Za ljudstvo Slovenije (ZLS) | 8.340     | 0,70    | Neu      | 0      | 0,00   | Neu   |
|                                  | Demokratična stranka upokojencev Slovenije (DeSUS) | 7.840     | 0,66    | −4,27    | 0      | 0,00   | −5    |
|                                  | Lista Borisa Popoviča - Digitalizirajmo Slovenijo (LBP) | 5.174     | 0,43    | Neu      | 0      | 0,00   | Neu   |
|                                  | Domovinska liga - DOM (DOM) | 2.117     | 0,18    | Neu      | 0      | 0,00   | Neu   |
|                                  | ZOS - Zavezništvo Osvobodimo Slovenijo (Gibanje Zedinjena Slovenija - ZSI in Stranka slovenskega naroda - SSN; ZOS)                                            | 563       | 0,05    | Neu      | 0      | 0,00   | Neu   |
|                                  | Gibanje Zedinjena Slovenija (ZSi) | 168       | 0,01    | −0,58    | 0      | 0,00   | –     |
|                                  | Minderheiten | –         | –       | –        | 2      | 2,22   | –     |
| Gesamt                           | Gesamt | 1.192.293 | 100,00  |          | 90     | 100,00 |       |
| Gültige Stimmen                  | Gültige Stimmen | 1.192.293 | 99,08   | +0,21    |        |        |       |
| Ungültige Stimmen                | Ungültige Stimmen | 11.080    | 0,92    | −0,21    |        |        |       |
| Wahlbeteiligung                  | Wahlbeteiligung | 1.203.373 | 70,92   | +18,29   |        |        |       |
| Nichtwähler                      | Nichtwähler | 493.827   | 29,08   | −18,29   |        |        |       |
| Wahlberechtigte                  | Wahlberechtigte | 1.697.200 |         |          |        |        |       |
| Quelle: Nationale Wahlkommission | |           |         |          |        |        |       |

| Nr    | Wahlkreis                           | GS | SDS | NSi | SD | L | Gesamt |
| ----- | ----------------------------------- | -- | --- | --- | -- | - | ------ |
| 1     | Kranj (Krainburg)                   | 05 | 03  | 1   | 0  | 2 | 11     |
| 2     | Postojna (Adelsberg)                | 05 | 03  | 1   | 1  | 1 | 11     |
| 3     | Ljubljana, Center (Laibach-Zentrum) | 05 | 03  | 1   | 1  | 1 | 11     |
| 4     | Ljubljana, Bežigrad (L.-Bežigrad)   | 05 | 03  | 1   | 1  | 1 | 11     |
| 5     | Celje (Zilli)                       | 05 | 03  | 2   | 1  | 0 | 11     |
| 6     | Novo mesto (Rudolfswerth)           | 05 | 04  | 1   | 1  | 0 | 11     |
| 7     | Maribor (Marburg a. d. Drau)        | 07 | 03  | 0   | 1  | 0 | 11     |
| 8     | Ptuj (Pettau)                       | 04 | 05  | 1   | 1  | 0 | 11     |
| Summe | Summe                               | 41 | 27  | 8   | 7  | 5 | 88     |

## Regierungsbildung
Unmittelbar nach Veröffentlichung der Wahlergebnisse kündigte Golob eine rasche Regierungsbildung unter seiner Führung an. Mitte Mai 2022 wurden die Ergebnisse der Koalitionsverhandlungen bekanntgegeben: Die neue Regierung werde von fünf Parteien getragen, das Kabinett solle 19 Minister umfassen. Neben Golobs GS sind sowohl die SD als auch Levica Teil der neuen Regierung. Die beiden ehemaligen Ministerpräsidenten Marjan Šarec und Alenka Bratušek, deren Parteien den Wiedereinzug ins Parlament verfehlten, wurden ebenfalls für Ministerämter nominiert. Daraufhin beantragte die unterlegene SDS von Regierungschef Janša am 18. Mai ein Referendum über die geplanten Änderungen des Regierungsgesetzes, mit dem die Ressortverteilung festgelegt wird. Die für Anfang Juni geplante Bildung der neuen Regierung verzögerte sich daher um etwa einen Monat.